# Sandra Cecchini
Anna-Maria „Sandra” Cecchini (ur. 27 lutego 1965 w Bolonii) – włoska tenisistka, reprezentantka kraju w Fed Cup, olimpijka z Seulu (1988) i Barcelony (1992).

## Kariera tenisowa
W latach 1981–1983 występowała w seniorskich rozgrywkach sporadycznie. Regularne występy w rozgrywak rozpoczęła od sezonu 1984. Już w pierwszym swoim starcie w Nashville doszła do półfinału. W tym roku wygrała swoje dwa pierwsze tytuły zawodowe.
Najlepszy rezultat w grze pojedynczej w turniejach wielkoszlemowych osiągnęła już w wieku 20 lat – podczas French Open 1985. Po wyeliminowaniu czterech tenisistek została zatrzymana dopiero w ćwierćfinale przez późniejszą finalistkę Martinę Navrátilovą.
Na drodze do finalnego triumfu w turnieju w Båstad w lipcu 1987 roku pokonała dwie tenisistki z najlepszego dwudziestki rankingu WTA. W półfinale Katerinę Maleewą (WTA 20) 4:6, 6:3, 6:4, a w meczu mistrzowskim Catarinę Lindqvist (WTA 14) 6:4, 6:4. Po serii dobrych występów w drugiej połowie 1987 roku zwieńczonych półfinałem w Hamburgu i zwycięstwem w Arkansas oraz ćwierćfinałem Virginia Slims of Florida w Boca Raton w marcu 1988 roku awansowała na najwyższe w karierze 15 miejsce w rankingu WTA.
We wrześniu 1989 roku podczas turnieju w Paryżu osiągnęła znakomity wynik triumfując zarówno w grze pojedynczej jak i podwójnej. Udało się jej powtórzyć ten rezultat w tym samym turnieju trzy lata później. Zwycięstwo w Paryżu w 1992 roku było ostatnim triumfem turniejowym w singlu włoskiej tenisistki. 
W maju 1990 roku podczas turnieju German Open w Berlinie ograła piątą tenisistkę rankingu WTA Gabrielę Sabatini 6:4, 3:6, 6:4. Dwa lata później w tym samym turnieju pokonała dziesiątą w zestawieniu Anke Huber 1:6, 6:2, 6:0. W kwietniu 1991 roku na drodze do półfinału w Huston pokonała 9 rakietę świata Katerinę Maleewą 3:6, 6:4, 6:1. Miesiąc później pokonała osiemnastą Huber w trzeciej rundzie French Open, a odpadła w kolejnym meczu z liderką rankingu Monicą Seles.
Dwa lata później, ponownie w Huston, gdy Maleewa była 15 w zestawieniu, ponownie ograła ją, tym razem wynikiem 7:6(3), 6:0. Rok później pokonała w pierwszej rundzie French Open 19 w rankingu WTA Amy Frazier 3:6, 6:1, 7:5.
Cecchini ostatni raz w grze pojedynczej wystąpiła podczas eliminacji do US Open w 1998 roku. W deblu finałowy występ zaliczyła podczas przegranej pierwszej rundy w turnieju rangi ITF w maju 1999 roku.

## Historia występów wielkoszlemowych
Legenda
     W, wygrany turniej
     F, przegrana w finale
     SF, przegrana w półfinale
     QF, przegrana w ćwierćfinale
     xR, przegrana w x rundzie
      A, brak startu
     NH, turniej się nie odbył
Turniej Australian Open odbył się dwukrotnie w 1977 roku (styczeń i grudzień), za to nie został rozegrany w 1986.

### Występy w grze pojedynczej
| Australian Open        | A | A | A   | A  | A  | NH | A  | A  | A  | A  | A  | A  | A  | A  | A   | 1R | A   | A   | 0 / 1  | 0 – 1   |  |  |  |  |  |  |  |
| French Open            | A | A | A   | 1R | QF | 1R | 1R | 3R | 1R | 3R | 4R | 2R | 2R | 2R | 1R  | 2R | 2R  | 1R  | 0 / 15 | 16 – 15 |  |  |  |  |  |  |  |
| Wimbledon              | A | A | A   | 2R | 2R | 1R | A  | A  | A  | 1R | 1R | A  | A  | 2R | 1R  | A  | A   | A   | 0 / 7  | 3 – 7   |  |  |  |  |  |  |  |
| US Open                | A | A | A   | 1R | 3R | 1R | 3R | 1R | 1R | 2R | 2R | 1R | 2R | 3R | 1R  | 1R | A   | Q1  | 0 / 13 | 9 – 13  |  |  |  |  |  |  |  |
|                        |   |   |     |    |    |    |    |    |    |    |    |    |    |    |     |    |     |     |        |         |  |  |  |  |  |  |  |
| Ranking na koniec roku | – | – | 121 | 49 | 49 | 73 | 18 | 21 | 26 | 20 | 27 | 34 | 55 | 33 | 106 | 80 | 204 | 196 | 0 / 36 | 28 – 36 |  |  |  |  |  |  |  |

### Występy w grze podwójnej
| Australian Open        | A                   | A                   | A                   | A  | A  | NH | A  | A  | A  | A  | A  | A  | A  | A  | A  | 1R  | A   | A   | A | 0 / 1  | 0 – 1   |  |  |  |  |  |  |
| French Open            | A                   | A                   | A                   | A  | 3R | 2R | 2R | 1R | 1R | QF | 1R | 1R | SF | 3R | 1R | 1R  | A   | A   | A | 0 / 12 | 13 – 12 |  |  |  |  |  |  |
| Wimbledon              | A                   | A                   | A                   | 2R | 1R | 1R | A  | A  | A  | 1R | A  | A  | A  | 2R | 3R | 1R  | A   | A   | A | 0 / 7  | 4 – 7   |  |  |  |  |  |  |
| US Open                | A                   | A                   | A                   | A  | 1R | 3R | 1R | 2R | 1R | 3R | 1R | 1R | QF | 2R | 1R | 1R  | A   | A   | A | 0 / 12 | 9 – 12  |  |  |  |  |  |  |
|                        |                     |                     |                     |    |    |    |    |    |    |    |    |    |    |    |    |     |     |     |   |        |         |  |  |  |  |  |  |
| Ranking na koniec roku | nie był publikowany | nie był publikowany | nie był publikowany |    | 49 | 51 | 56 | 72 | 47 | 33 | 48 | 58 | 25 | 48 | 67 | 147 | 236 | 280 | – | 0 / 32 | 26 – 32 |  |  |  |  |  |  |

### Występy w grze mieszanej
| Australian Open | Turniej nie był rozgrywany | Turniej nie był rozgrywany | Turniej nie był rozgrywany | Turniej nie był rozgrywany | Turniej nie był rozgrywany | Turniej nie był rozgrywany | A | A | A | A | A | A | A | A  | A  | A | A | A | A | 0 / 0 | 0 – 0 |  |  |  |  |  |  |
| French Open     | A                          | A                          | A                          | A                          | A                          | 2R                         | A | A | A | A | A | A | A | A  | A  | A | A | A | A | 0 / 1 | 1 – 1 |  |  |  |  |  |  |
| Wimbledon       | A                          | A                          | A                          | A                          | A                          | A                          | A | A | A | A | A | A | A | 2R | 2R | A | A | A | A | 0 / 2 | 2 – 2 |  |  |  |  |  |  |
| US Open         | A                          | A                          | A                          | A                          | A                          | A                          | A | A | A | A | A | A | A | 1R | A  | A | A | A | A | 0 / 1 | 0 – 1 |  |  |  |  |  |  |
|                 |                            |                            |                            |                            |                            |                            |   |   |   |   |   |   |   |    |    |   |   |   |   |       |       |  |  |  |  |  |  |
|                 |                            |                            |                            |                            |                            |                            |   |   |   |   |   |   |   |    |    |   |   |   |   | 0 / 4 | 3 – 4 |  |  |  |  |  |  |

## Finały turniejów WTA
| Legenda                | Legenda |
| ---------------------- | ------- |
| Wielki Szlem           |         |
| Igrzyska olimpijskie   |         |
| WTA Tour Championships |         |
| 1971 – 1987            |         |
| Virginia Slims Circuit |         |
| Grand Prix Series      |         |
| Colgate Series         |         |
| 1988 – 2008            |         |
| Kategoria I            |         |
| Kategoria II           |         |
| Kategoria III          |         |
| Kategoria IV           |         |
| Kategoria V            |         |

### Gra pojedyncza 18 (12–6)
| Końcowy wynik | Nr  | Data             | Turniej         | Nawierzchnia    | Przeciwniczka         | Wynik finału  |
| ------------- | --- | ---------------- | --------------- | --------------- | --------------------- | ------------- |
| Zwyciężczyni  | 1.  | 29 kwietnia 1984 | Tarent          | Ceglana         | Sabrina Goleš         | 6:2, 7:5      |
| Zwyciężczyni  | 2.  | 15 lipca 1984    | Rio de Janeiro  | Twarda          | Adriana Villagrán     | 6:3, 6:3      |
| Zwyciężczyni  | 3.  | 12 maja 1985     | Barcelona       | Ceglana         | Raffaella Reggi       | 6:3, 6:4      |
| Zwyciężczyni  | 4.  | 20 lipca 1986    | Bregenz         | Ceglana         | Mariana Pérez Roldán  | 6:4, 6:0      |
| Finalistka    | 1.  | 24 maja 1987     | Strasburg       | Ceglana         | Carling Bassett       | 3:6, 4:6      |
| Zwyciężczyni  | 5.  | 12 lipca 1987    | Båstad          | Ceglana         | Catarina Lindqvist    | 6:4, 6:4      |
| Zwyciężczyni  | 6.  | 8 listopada 1987 | Little Rock     | Dywanowa        | Natalla Zwierawa      | 0:6, 6:1, 6:3 |
| Zwyciężczyni  | 7.  | 22 maja 1988     | Strasburg       | Ceglana         | Judith Wiesner        | 6:3, 6:0      |
| Finalistka    | 2.  | 10 lipca 1988    | Båstad          | Ceglana         | Isabel Cueto          | 5:7, 1:6      |
| Zwyciężczyni  | 8.  | 17 lipca 1988    | Nicea           | Ceglana         | Nathalie Tauziat      | 7:5, 6:4      |
| Finalistka    | 3.  | 23 lipca 1989    | Estoril         | Ceglana         | Isabel Cueto          | 6:7, 2:6      |
| Zwyciężczyni  | 9.  | 24 września 1989 | Paryż           | Ceglana         | Regina Kordová        | 6:4, 6:7, 6:1 |
| Zwyciężczyni  | 10. | 15 lipca 1990    | Båstad          | Ceglana         | Csilla Bartos-Cserepy | 6:1, 6:2      |
| Zwyciężczyni  | 11. | 28 kwietnia 1991 | Bol             | Ceglana         | Magdalena Maleewa     | 6:4, 3:6, 7:5 |
| Finalistka    | 4.  | 14 lipca 1991    | Palermo         | Ceglana         | Mary Pierce           | 0:6, 3:6      |
| Zwyciężczyni  | 12. | 20 września 1992 | Paryż           | Ceglana         | Emanuela Zardo        | 6:2, 6:1      |
| Finalistka    | 5.  | 25 września 1994 | Moskwa          | Dywanowa (hala) | Magdalena Maleewa     | 5:7, 1:6      |
| Finalistka    | 6.  | 11 sierpnia 1996 | Maria Lankowitz | Ceglana         | Barbara Paulus        | walkower      |

### Gra podwójna 22 (11–11)
| Końcowy wynik | Nr  | Data                 | Turniej         | Nawierzchnia    | Partnerka               | Przeciwniczki                        | Wynik finału  |
| ------------- | --- | -------------------- | --------------- | --------------- | ----------------------- | ------------------------------------ | ------------- |
| Zwyciężczyni  | 1.  | 5 maja 1985          | Taranto         | Ceglana         | Raffaella Reggi         | Patrizia Murgo Barbara Romanò        | 1:6, 6:4, 6:3 |
| Finalistka    | 1.  | 10 listopada 1985    | Hilversum       | Dywanowa (hala) | Sabrina Goleš           | Marcella Mesker Catherine Tanvier    | 2:6, 2:6      |
| Zwyciężczyni  | 2.  | 26 kwietnia 1986     | Charleston      | Ceglana         | Sabrina Goleš           | Laura Arraya Marcela Skuherská       | 4:6, 6:0, 6:3 |
| Finalistka    | 2.  | 12 lipca 1987        | Båstad          | Ceglana         | Patricia Tarabini       | Penny Barg Tine Scheuer-Larsen       | 1:6, 2:6      |
| Finalistka    | 3.  | 4 października 1987  | Paryż           | Ceglana         | Sabrina Goleš           | Isabelle Demongeot Nathalie Tauziat  | 6:1, 3:6, 3:6 |
| Zwyciężczyni  | 3.  | 10 lipca 1988        | Båstad          | Ceglana         | Mercedes Paz            | Linda Ferrando Silvia La Fratta      | 6:0, 6:2      |
| Finalistka    | 4.  | 24 lipca 1988        | Aix-En-Provence | Ceglana         | Arantxa Sánchez Vicario | Nathalie Herreman Catherine Tanvier  | 4:6, 5:7      |
| Zwyciężczyni  | 4.  | 16 lipca 1989        | Arcachon        | Ceglana         | Patricia Tarabini       | Mercedes Paz Brenda Schultz          | 6:3, 7:6      |
| Zwyciężczyni  | 5.  | 17 września 1989     | Ateny           | Ceglana         | Patricia Tarabini       | Silke Meier Elena Pampoulova         | 4:6, 6:4, 6:2 |
| Zwyciężczyni  | 6.  | 24 września 1989     | Paryż           | Ceglana         | Patricia Tarabini       | Nathalie Herreman Catherine Suire    | 6:1, 6:1      |
| Finalistka    | 5.  | 22 kwietnia 1990     | Tampa           | Ceglana         | Laura Gildemeister      | Mercedes Paz Arantxa Sánchez Vicario | 2:6, 0:6      |
| Zwyciężczyni  | 7.  | 22 lipca 1990        | Estoril         | Ceglana         | Patricia Tarabini       | Carin Bakkum Nicole Muns-Jagerman    | 6:1, 6:1      |
| Finalistka    | 6.  | 16 września 1990     | Kitzbühel       | Ceglana         | Patricia Tarabini       | Petra Langrová Radka Zrubáková       | 0:6, 4:6      |
| Finalistka    | 7.  | 28 kwietnia 1991     | Bol             | Ceglana         | Laura Garrone           | Laura Golarsa Magdalena Maleewa      | walkower      |
| Finalistka    | 8.  | 21 lipca 1991        | Kitzbühel       | Ceglana         | Patricia Tarabini       | Bettina Fulco Nicole Muns-Jagerman   | 5:7, 4:6      |
| Finalistka    | 9.  | 26 lipca 1992        | San Marino      | Ceglana         | Laura Garrone           | Alexia Dechaume Florencia Labat      | 6:7, 5:7      |
| Zwyciężczyni  | 8.  | 20 września 1992     | Paryż           | Ceglana         | Patricia Tarabini       | Noëlle van Lottum Rachel McQuillan   | 7:5, 6:1      |
| Zwyciężczyni  | 9.  | 1 sierpnia 1993      | San Marino      | Ceglana         | Patricia Tarabini       | Florencia Labat Barbara Rittner      | 6:3, 6:2      |
| Finalistka    | 10. | 24 października 1993 | Budapeszt       | Ceglana         | Patricia Tarabini       | Inés Gorrochategui Caroline Vis      | 1:6, 3:6      |
| Finalistka    | 11. | 1 maja 1994          | Tarent          | Ceglana         | Isabelle Demongeot      | Irina Spîrlea Noëlle van Lottum      | 3:6, 6:2, 1:6 |
| Zwyciężczyni  | 10. | 31 lipca 1994        | Maria Lankowitz | Ceglana         | Patricia Tarabini       | Alexandra Fusai Karina Habšudová     | 7:5, 7:5      |
| Zwyciężczyni  | 11. | 17 września 1995     | Warszawa        | Ceglana         | Laura Garrone           | Henrieta Nagyová Denisa Szabová      | 5:7, 6:2, 6:3 |

## Występy w igrzyskach olimpijskich

### Gra pojedyncza
| Runda                                                                        | Przeciwniczka                      | Wynik         |
| ---------------------------------------------------------------------------- | ---------------------------------- | ------------- |
|                                                                              |                                    |               |
| Letnie Igrzyska Olimpijskie w Los Angeles 1984, reprezentując państwo Włochy |                                    |               |
| I runda                                                                      | Japonia: Akiko Kijimuta            | 6:3, 6:2      |
| II runda                                                                     | RFN: Steffi Graf [8]               | 6:0, 3:6, 4:6 |
|                                                                              |                                    |               |
| Letnie Igrzyska Olimpijskie w Seulu 1988, reprezentując państwo Włochy [WC]  |                                    |               |
| I runda                                                                      | wolny los                          | wolny los     |
| II runda                                                                     | Stany Zjednoczone: Chris Evert [2] | 2:6, 2:6      |
|                                                                              |                                    |               |
| Letnie Igrzyska Olimpijskie w Barcelonie 1992, reprezentując państwo Włochy  |                                    |               |
| I runda                                                                      | Chile: Paulina Sepúlveda [Q]       | 6:2, 6:3      |
| II runda                                                                     | Hiszpania: Conchita Martínez [5]   | 4:6, 3:6      |

### Gra podwójna kobiet
| Runda                                    | Partnerka       | Przeciwniczki                          | Wynik            |
| ---------------------------------------- | --------------- | -------------------------------------- | ---------------- |
|                                          |                 |                                        |                  |
| Letnie Igrzyska Olimpijskie w Seulu 1988 |                 |                                        |                  |
| I runda                                  | Raffaella Reggi | Japonia: Etsuko Inoue / Kumiko Okamoto | 3:6, 7:6(4), 6:8 |